# America's Cup 1992
La 28ª America's Cup si è svolta tra il 9 e il 16 maggio 1992 nelle acque di San Diego, in California.

## L'inizio dell'America's Cup Class
Dopo la competizione farsa del 1988 venne decretata la fine delle imbarcazioni 12 metri JI e venne varata la nuova IACC, una Class America progettata esclusivamente per questa manifestazione.
Queste nuove barche sono lunghe 24 metri con un peso di 20 tonnellate e una superficie velica di circa 200 metri quadrati con un'andatura di bolina, il doppio con vento portante di poppa. Queste imbarcazioni, se regolate con alta precisione, possono raggiungere un'andatura di 18 nodi e un'inclinazione in bolina di 65 gradi. L'equipaggio è formato da 16 persone più un diciassettesimo uomo, cui è proibito manovrare.
Lo skipper Thierry Peponnet disse che queste barche sembravano una "Formula 1 condotta da una squadra di rugbisti".

## La competizione
L'edizione del 1992 si è svolta per la seconda volta a San Diego. Per scegliere il defender della coppa si è tenuta dal 14 gennaio al 30 aprile 1992 la 1992 Citizen Cup tra 5 team americani: America³ di Bill Koch con USA 23 America³, Stars and Stripes di Dennis Conner con USA 11 Stars and Stripes, USA 09 Jayhawk, USA 18 Defiant e USA 28 Kanza. Vinse a sorpresa America³ di Bill Koch sull'accreditato team di Dennis Conner. Nella finale dell'America's Cup, America³ sconfisse il challenge di Raoul Gardini (finanziato dalla Montedison) Il Moro di Venezia con ITA 25 Il Moro di Venezia V timonata da Paul Cayard.

## Gli sfidanti
Ci furono 9 sfidanti per questa edizione.
L'Australia con due sindacati: Challenge Australia con AUS 17 e Spirit of Australia con AUS 21 Spirit.
L'Italia con Il Moro di Venezia con ITA 01 Il Moro di Venezia I, ITA 07 Il Moro di Venezia II, ITA 15 Il Moro di Venezia III, ITA 16 Il Moro di Venezia IV e ITA 25 Il Moro di Venezia V.
La Francia con Le Défi Français con FRA 02 F1, FRA 08 e FRA 27 entrambe chiamate Ville de Paris.
Il Giappone con Nippon Challenge con JPN 03, JPN 06 e JPN 26 tutte chiamate Nippon.
La Spagna con Desafio Español con ESP 05 ed ESP 22 entrambe chiamate España 92.
La Nuova Zelanda con New Zealand Challenge con NZL 10, NZL 14 e NZL 20 tutte chiamate New Zealand.
Vennero anche costruite un'imbarcazione slovena con numero velico SLO 04 dello Slovenian Challenge e un'imbarcazione russa RUS 24 Vek Rossi di Age of Russia che però non presero mai parte alla Louis Vuitton Cup.

## Curiosità
Il numero velico 13 non venne mai assegnato, così come avviene sulle monoposto di Formula 1 per la superstizione anglosassone.

## Louis Vuitton Cup
La Louis Vuitton Cup si è svolta tra il 25 febbraio 1992 e il 30 aprile 1992 con una vittoria per 5-3 de Il Moro di Venezia con ITA 25 Il Moro di Venezia V sui neozelandesi di New Zealand Challenge. La finale fu spettacolare: Team New Zealand vinse la prima regata, gli italiani la seconda per un solo secondo e poi arrivarono tre vittorie per i neozelandesi. Sul punteggio di 4-1 per i neozelandesi, il timoniere del Moro Paul Cayard protestò per un uso scorretto del bompresso su NZL 20. Il reclamo fu accolto e l'ultima vittoria kiwi fu annullata, riducendo il punteggio a 3-1 per Team New Zealand. Portatosi sul 3-2, Cayard protestò ancora una volta per l'uso scorretto del bompresso, chiedendo la squalifica di New Zealand; il comitato della Louis Vuitton Cup fu però di parere opposto rispetto a quello dell'America's Cup (fino all'edizione del 2007, la gestione delle due fasi avveniva separatamente). Per porre fine alla disputa, i neozelandesi decisero di abbandonare le manovre scorrette. Il timoniere Rod Davis venne sostituito da Russell Coutts, il quale non poté nulla contro il ritorno degli italiani, che vinsero la Louis Vuitton Cup per 5 a 3.

## XXVIII America's Cup Match
Nella finale svoltasi fra il 9 maggio e il 16 maggio 1992, il defender America³ batté per 4-1 Il Moro di Venezia (vincitore della Louis Vuitton Cup), aggiudicandosi così il trofeo.
| Date           | Vincitore          | Sconfitto          | Distacco | Punteggio |
| -------------- | ------------------ | ------------------ | -------- | --------- |
| 9 maggio 1992  | America³           | Il Moro di Venezia | 0:30     | 1-0       |
| 10 maggio 1992 | Il Moro di Venezia | America³           | 0:03     | 1-1       |
| 12 maggio 1992 | America³           | Il Moro di Venezia | 1:58     | 2-1       |
| 14 maggio 1992 | America³           | Il Moro di Venezia | 1:04     | 3-1       |
| 16 maggio 1992 | America³           | Il Moro di Venezia | 0:44     | 4-1       |